# Roberto Castelli (Politiker)

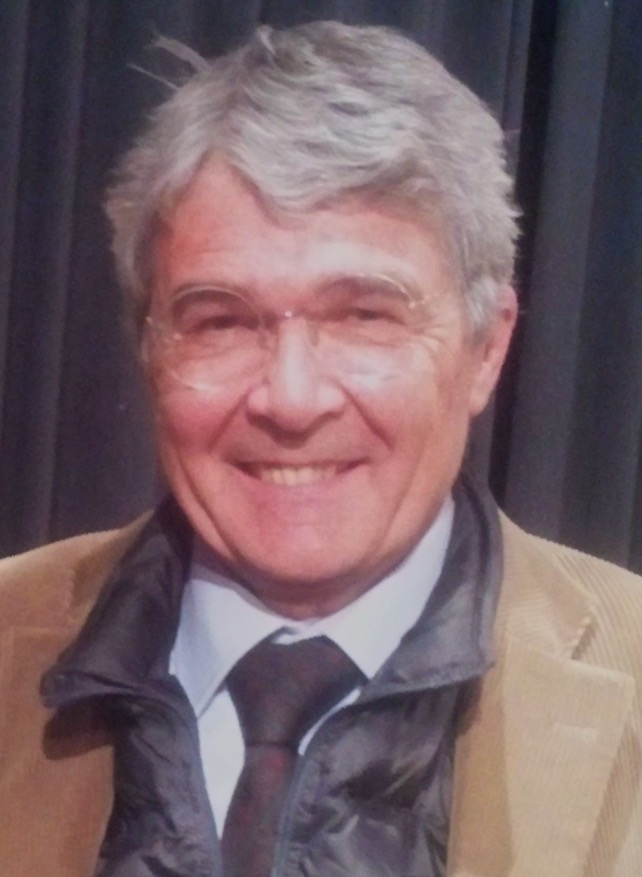
Roberto Castelli (2013)

Roberto Castelli (* 12. Juli 1946 in Lecco) ist ein italienischer Politiker der Partito Popolare del Nord (ehemals Lega Nord).

## Leben
Castelli studierte Ingenieurswesen am Polytechnikum Mailand und ist seit 1986 Mitglied der Lega Nord. 1992 gelang ihm der Einzug als Abgeordneter in die Camera dei deputati, der er bis Mai 1996 angehörte. Seit Mai 1996 ist er Senator im Senato della Repubblica. Als Nachfolger von Piero Fassino war er vom 11. Juni 2001 bis 17. Mai 2006 Justizminister in Italien im Regierungskabinett von Silvio Berlusconi. Ihm folgte im Amt als Justizminister Clemente Mastella.
Als Justizminister setzte er 2005 eine höchst umstrittene Justizreform durch. Eine Begnadigung des italienischen Journalisten Adriano Sofri verhinderte er in seiner Amtszeit als Justizminister.